# Schloss Harrach
Schloss Harrach är ett slott i Österrike.   Det ligger i distriktet Bruck an der Leitha och förbundslandet Niederösterreich, i den östra delen av landet, 40 km öster om huvudstaden Wien. Schloss Harrach ligger 147 meter över havet.
Terrängen runt Schloss Harrach är platt. Närmaste större samhälle är Parndorf, 7,0 km söder om Schloss Harrach. 
Trakten runt Schloss Harrach består till största delen av jordbruksmark. Runt Schloss Harrach är det ganska tätbefolkat, med 78 invånare per kvadratkilometer.